# 양자 요동
양자물리학에서, 양자 요동(영어: quantum fluctuation)은 베르너 하이젠베르크의 불확정성 원리로부터 일어나는 공간의 한 점에서의 에너지 양의 일시적 변화이다.
불확정성 원리의 공식에 따르면, 에너지와 시간의 불확정성은 아래의 식과 같은 관계가 있다.
{\displaystyle \Delta E\Delta t\approx {\hbar  \over 2}}
그것은 에너지 보존의 법칙이 위배된다는 것을 보일 수 있다는 것을 의미한다. 그러나 오직 작은 시간들 동안뿐이다. 이것은 가상 입자의 입자 반 입자 쌍의 창조를 허락한다. 이 입자들의 효과들은 측정할 수 있다. 예를 들면 전자의 효과적인 전하에서 그것의 “그대로의”전하와 다르다. 현대의 시각에서 에너지는 항상 보존된다. 하지만 해밀토니안(주목해야할 에너지)의 고유 상태는 입자번호의 작용으로서 같지 않다(예를 들어 해밀토니안은 대체하지 않았다).
양자파동은 예상한 대로 우주의 구조의 기원에서 매우 중요하다: 팽창의 모델에 따르면 팽창이 시작될 때 존재했던 것이 설명된다. 그리고 모든 현재에 관찰된 구조의 원인이 형성된다.

## 같이 보기
- 카시미르 효과
- 가상입자
- 양자 풀림